# Mizue Hoshi
Mizue Hoshi (jap. 星 瑞枝 Hoshi Mizue; * 2. September 1985 in Yunotani, Präfektur Niigata, heute zu Uonuma gehörend) ist eine ehemalige japanische Skirennläuferin. Sie startete vorwiegend in den technischen Disziplinen Slalom und Riesenslalom. Im Far East Cup entschied sie viermal die Gesamtwertung, während sie im  Weltcup ohne Punkte blieb. Ihr bestes Ergebnis bei Großereignissen war der Gewinn einer Goldmedaille bei einer Winter-Universiade.

## Biografie
Hoshi nahm ab August 2000 an FIS-Rennen teil, bei denen ihr auf Anhieb mehrere Siege gelangen. Im Winter 2000/01 folgten die ersten Einsätze im Far East Cup sowie im Europacup. Im März 2001 wurde sie erstmals japanische Meisterin. Von 2002 bis 2005 nahm sie an vier Juniorenweltmeisterschaften teil und erreichte dabei als bestes Ergebnis den 15. Platz im Slalom 2005. Ab der Saison 2003/04 ging Hoshi regelmäßig im Far East Cup an den Start und gehörte ein Jahrzehnt lang zu den stärksten Läuferinnen Asiens. Ihren ersten Sieg feierte sie am 14. März 2005 im Slalom von Shigakōgen, jeweils drei weitere Siege folgten in den Jahren 2006, 2008 und 2009. Nachdem sie 2010 zweimal gewonnen hatte, folgten 2011 und 2012 je fünf Siege. Die Gesamtwertung des Far East Cup entschied Hoshi viermal für sich, und zwar in den Wintern 2005/06, 2007/08, 2010/11 und 2011/12. Insgesamt sieben Mal war sie Erstplatzierte in Disziplinenwertung (dreimal Slalom, zweimal Riesenslalom, je einmal Super-G und Kombination).
Ab Dezember 2004 nahm Hoshi vermehrt auch an Europacuprennen teil. Mit Platz neun beim K.o.-Slalom im Alpincenter Bottrop im November 2005 und Platz zehn im Slalom von Garmisch-Partenkirchen im Februar 2006 erreichte sie ihre ersten Top-10-Ergebnisse in dieser Rennserie. Nachdem sie im Winter 2006/07 keine Wettkämpfe bestritten hatte, nahm sie in den Saisons 2008/09 und 2009/10 wieder an den meisten Slalom- und Riesenslalomrennen des Europacups teil und erzielte in diesen zwei Jahren drei weitere Top-10-Platzierungen. Im Weltcup war Hoshi ab November 2004 am Start, vorwiegend in Slalomrennen und seltener im Riesenslalom. Insgesamt nahm sie während ihrer Karriere an 46 Weltcuprennen teil, konnte sich aber nie in den Punkterängen klassieren.
Bei Weltmeisterschaften und Olympischen Spielen fuhr Hoshi hingegen mehrmals unter die schnellsten 30. Bei den Weltmeisterschaften 2005 in Bormio gelang ihr mit Platz 21 im Slalom das beste Ergebnis bei Großereignissen, zudem wurde sie 34. im Riesenslalom. Sie nahm an den Olympischen Winterspielen 2006 in Turin teil, wo sie im Slalom Platz 27 belegte. Bei den Weltmeisterschaften 2009 verpasste sie im Slalom knapp die Qualifikation für den zweiten Lauf und wurde als 27. gewertet, während sie im Riesenslalom ausschied. Kurz darauf gewann die Studentin der Nippon Sport Science University die Goldmedaille im Riesenslalom bei der Winter-Universiade 2009 im chinesischen Harbin, vor Anne-Sophie Barthet und Katarzyna Karasińska. Weitere WM-Teilnahmen folgten 2011 in Garmisch-Partenkirchen und 2013 in Schladming. Ihr letztes Rennen bestritt sie am 19. März 2015 in Yuzawa, als sie den japanischen Slalom-Meistertitel errang.

## Erfolge

### Olympische Winterspiele
- Turin 2006: 27. Slalom

### Weltmeisterschaften
- Bormio 2005: 21. Slalom, 34. Riesenslalom
- Val-d’Isère 2009: 27. Slalom
- Garmisch-Partenkirchen 2011: 40. Riesenslalom
- Schladming 2013: 31. Riesenslalom, 37. Slalom

### Juniorenweltmeisterschaften
- Tarvisio 2002: 31. Abfahrt, 42. Slalom
- Briançonnais 2003: 23. Slalom, 36. Super-G, 45. Riesenslalom
- Maribor 2004: 18. Riesenslalom, 18. Kombination, 22. Super-G, 26. Slalom, 44. Abfahrt
- Bardonecchia 2005: 15. Slalom, 37. Riesenslalom

### Far East Cup
(Cupstände vor 2004 nicht bekannt, für 2009 nur teilweise)
- Saison 2003/04: 3. Gesamtwertung, 2. Super-G-Wertung, 5. Riesenslalomwertung, 7. Slalomwertung
- Saison 2004/05: 4. Gesamtwertung, 1. Slalomwertung
- Saison 2005/06: 1. Gesamtwertung, 1. Riesenslalomwertung, 3. Slalomwertung
- Saison 2007/08: 1. Gesamtwertung, 1. Slalomwertung
- Saison 2008/09: ?. Gesamtwertung, 2. Riesenslalomwertung, ?. Slalomwertung
- Saison 2010/11: 1. Gesamtwertung, 1. Slalomwertung, 1. Riesenslalomwertung, 3. Kombinationswertung, 5. Super-G-Wertung
- Saison 2011/12: 1. Gesamtwertung, 1. Super-G-Wertung, 1. Kombinationswertung, 2. Slalomwertung, 5. Riesenslalomwertung
- Saison 2012/13: 9. Gesamtwertung, 6. Slalomwertung, 8. Kombinationswertung
- 50 Podestplätze, davon 23 Siege

### Japanische Meisterschaften
Hoshi ist achtfache japanische Meisterin:
- Riesenslalom: 2013, 2015
- Slalom: 2005 und 2011
- Super-G: 2001, 2004, 2011 und 2012

### Weitere Erfolge
- 1 Podestplatz im Nor-Am Cup
- Goldmedaille im Riesenslalom bei der Winter-Universiade 2009
- 22 Siege in FIS-Rennen